# Кёртис, Энн
Энн Элизабет Кёртис (-Кунео) (англ. Ann Elisabeth Curtis (-Cuneo), 6 марта 1926, Сан-Франциско, штат Калифорния, США — 26 июня 2012, Сан-Рафел, штат Калифорния, США) — американская пловчиха, двукратная чемпионка летних Олимпийских игр в Лондоне (1948).

## Спортивная карьера
Выступала за клуб Crystal Plunge Club. За свою карьеру она выиграла 34 американских титула чемпионатов США по плаванию, один из установленных ею рекордов, был побит Трейси Колкинс только в 1981 году. В 1944 году становилась спортсменкой года США по версии Associated Press. Её фотографию в годы расцвета спортивной карьеры размещали Colliers, Newsweek и многие другие журналы. В том же году стала обладательницей престижной спортивной премии James E. Sullivan Award.
На летних Олимпийских играх в Лондоне (1948) спортсменка победила на дистанциях 400 м вольным стилем (5.17,8 ОР) и в эстафете 4×100 м вольным стилем (в которой команда США установила ОР — 4.29,2), также завоевав серебряную медаль на дистанции 100 м вольным стилем (1.06,5). В том же году она приняла решение о завершении своей спортивной карьеры и открыла собственную школу плавания.
В 1966 году была введена в Международный зал славы плавания в Форт-Лодердейле, шт. Флорида, а в 1983 г. в Зал Спортивной Славы Bay Area.